# NGC 5338
NGC 5338 (również PGC 49353 lub UGC 8800) – galaktyka soczewkowata (SB0), znajdująca się w gwiazdozbiorze Panny. Odkrył ją Lawrence Parsons 3 maja 1877 roku.
W galaktyce tej zaobserwowano supernową SN 2006E.